# Nogometni kup FBiH 2017./18.
Nogometni kup Federacije BiH za sezonu 2017./18. je igran u dva kruga u kolovozu i rujnu 2017. godine. Dvanaest pobjednika susreta drugog kruga se kvalificiralo u šesnaestinu završnice Kupa BiH.

## Sudionici
U kupu FBiH sudjeluje 32 kluba i to:
- 16 klubova – članova Prve lige BiH, ulaze u ntjecanje u drugom krugu
- 10 pobjednika županijskih (kantonalnih) kupova županija Federacije BiH
- 6 finalista županijskih kupova (iz šest županija koje imaju veći broj registriranih klubova)

| županija                                         | 1. Liga FBiH 2017./18.                                               | preko županijskih kupova                |
| ------------------------------------------------ | -------------------------------------------------------------------- | --------------------------------------- |
| Bosansko-podrinjska                              |                                                                      | Azot Vitkovići                          |
| Hercegbosanska                                   |                                                                      | Kamešnica Podhum                        |
| Hercegovačko-neretvanska                         | Čapljina Igman Konjic Velež Mostar                                   | Bjelopoljac (Bijelo Polje – Potoci) Cim |
| Posavska                                         | Orašje                                                               | Dinamo Donja Mahala                     |
| Sarajevska                                       | Olimpik Sarajevo                                                     | Ilijaš Jug Sarajevo                     |
| Središnja Bosna                                  | Iskra Bugojno Metalleghe-BSI Jajce Travnik                           | Busovača FK Vitez                       |
| Tuzlanska                                        | Bratstvo Gračanica Slaven Živinice Sloga Simin Han Zvijezda Gradačac | Lokomotiva Miričina Svatovac Poljice    |
| Unsko-sanska                                     | Jedinstvo Bihać                                                      | Ključ                                   |
| Zapadnohercegovačka                              |                                                                      | Grude                                   |
| Zeničko-dobojska                                 | Bosna Visoko Rudar Kakanj TOŠK Tešanj                                | Nemila Usora Žabljak                    |
| Brčko Distrikt                                   |                                                                      | Dizdaruša Brčko ↓POS                    |
|                                                  |                                                                      |                                         |
| ↑POS – plasirali se preko kupa Posavske županije |                                                                      |                                         |

## Rezultati

### Prvo kolo
Igrano 23. kolovoza 2017.

| klub1                               | klub2               | rezultat |
| ----------------------------------- | ------------------- | -------- |
| Nemila                              | Cim                 | 3:1      |
| Bjelopoljac (Bijelo Polje – Potoci) | Grude               | 0:5      |
| Azot Vitkovići                      | Jug Sarajevo        | 3:1      |
| Ilijaš                              | Busovača            | 3:1      |
| Ključ                               | Kamešnica Podhum    | 2:0      |
| FK Vitez                            | Usora Žabljak       | 8:2      |
| Lokomotiva Miričina                 | Dinamo Donja Mahala | 0:3      |
| Dizdaruša Brčko                     | Svatovac Poljice    | 0:1      |

### Drugo kolo
Igrano 5. rujna 2017.

| klub1                | klub2              | rezultat       |
| -------------------- | ------------------ | -------------- |
| Ilijaš               | Bosna Visoko       | 2:2 (1:4 11 m) |
| Nemila               | Bratstvo Gračanica | 1:3            |
| Svatovac Poljice     | Rudar Kakanj       | 0:0 (5:3 11 m) |
| Jedinstvo Bihać      | FK Vitez           | 0:4            |
| Azot Vitkovići       | Zvijezda Gradačac  | 0:0 (3:2 11 m) |
| Dinamo Donja Mahala  | Velež Mostar       | 0:3            |
| Grude                | Igman Konjic       | 1:1 (5:3 11 m) |
| Ključ                | TOŠK Tešanj        | 0:1            |
| Metalleghe-BSI Jajce | Travnik            | 4:0            |
| Olimpik Sarajevo     | Iskra Bugojno      | 4:0            |
| Orašje               | Sloga Simin Han    | 2:3            |
| Slaven Živinice      | Čapljina           | 0:0 (4:2 11 m) |

## Poveznice
- Nogometni kup Federacije BiH
- Kup Bosne i Hercegovine 2017./18.
- Nogometni savez Federacije BiH